# 皮埃尔·加斯帕尔·肖梅特
皮埃尔·加斯帕尔·阿纳克萨戈尔·肖梅特（法語：Pierre Gaspard Anaxagore Chaumette，法語發音：[pjɛʁ ɡaspaʁ anaksaɡɔʁ ʃomɛt]；1763年5月24日—1794年4月13日）法国大革命时期的政治家，曾任巴黎公社主席，在恐怖统治的建立过程中发挥了主导作用。 他是革命的极端激进分子之一，对基督教持积极批评态度，参与领导了法国去基督教化运动和理性崇拜运动。他的激进立场导致他与马克西米连·罗伯斯庇尔的疏远，并因此而遭被捕处决。
皮埃尔·加斯帕尔·肖梅特作为雅各宾派左翼领袖之一，生于法国中部纳维尔城的补鞋匠家庭。早年当过水手、药剂师和小学教员。二十六岁时到巴黎学医。革命初期参加科尔得利俱乐部和雅各宾俱乐部。1792年8月作为法兰西剧院区的代表参加巴黎公社，同年底出任巴黎公社检察长。他代表巴黎平民阶层的利益，反对吉伦特派政府的各项政策。1793年参与发动组织5月31日至6月2日的巴黎人民起义，推翻吉伦特派的统治。在雅各宾专政时期，对代表城乡贫民利益的忿激派给予一定程度的支持，后又接近主张推翻罗伯斯比尔领导的阿贝尔派。1794年罗伯斯比尔政府以“对抗国民公会”罪将其逮捕， 4月14日送上断头台。